# Стратіоти
Стратіо́ти (грец. στρατιώτες) — у Візантійській імперії в 7—10 ст.ст. так називалися воїни, що набиралися з вільних землеробів, які були зобов'язані нести державі військову службу (з власними конем і зброєю), пізніше стратіоти — переважно лицарі-феодали.

## Історія
Ці вільні селяни-воїни служили в ополченні феми. На чолі фемного війська стояв стратиг, в руках якого знаходилася вся військова та громадянська влада у фемах. Виникнення стратіотського стану нерозривно пов'язане зі створенням у Візантійській імперії фемної системи.
За свою службу стратіоти отримували від держави у спадкове володіння земельні наділи, що звільнялися від усіх податків, крім поземельного.

## Первинні джерела
- Nomos Stratiotikos (Воинский закон) — В кн.: Кучма В. В. Военная организация Византийской империи. Спб.: Алетейя, 2001. — С.243-258.
- Стратегікон Маврикія (под ред. В. В. Кучма) — СПб.: Алетейя, 2004. — 256 с.
- Стратегика Никифора II Фоки (Пер. и коммент. А. К. Нефёдкина) — СПб.: Алетейя, 2005. — 288 с.